# Małe Liniewo
Małe Liniewo (kaszb. Môłé Liniéwò) – osada pogranicza kaszubsko-kociewskiego w Polsce, położona w województwie pomorskim, w powiecie kościerskim, w gminie Liniewo. Osada jest częścią składową sołectwa Liniewo.
W latach 1975–1998 miejscowość administracyjnie należała do województwa gdańskiego.
Na półwyspie Jeziora Liniewskiego owalne grodzisko.